# 漫遊自由
漫遊自由（英語：Freedom to roam）又稱自然享受權（英語：Right of Public Access to the Wilderness）或每個人的權利（瑞典語：Allemansrätten），是公眾進入並使用公有地或私有地作為休閒娛樂和運動的權利，包括登山、露營、和採集植物。此概念現在主要存在於北歐地區，包括瑞典、丹麥、挪威、芬蘭、蘇格蘭、爱沙尼亚、拉托維亞、立陶宛。在這些地方，漫遊自由時常是憲法或法律保障的基本權利。

## 歷史
漫遊自由在歐洲曾經非常廣泛，但只有北歐和波羅的海地區存續此文化傳統至今，或許是因為封建文化和農奴制從未在北歐建立，或是因為北歐至今仍存在大片的原始森林而且地形開放，所以較少形成私有土地，保留了較多公共財使用權。在芬蘭、爱沙尼亚、冰島、挪威和瑞典，漫遊自由已經持續了上百年。目前尚不清楚漫遊自由是什麼時候從消極的「傳統習慣」轉變為積極的「權利保障」。漫遊自由被視為非常基本的權利，像常識一樣，以致到相對晚的時間才有成文法律的保障。
現今的漫遊自由在北歐國家允許在健行時路過私有土地並在上面紮營過夜，以及摘取野花、莓果和食用蕈，但是在行使這些權利時，也同時有義務保持自然環境的安寧，並不能傷害野生動物和農作物。漫遊自由並不允許進入房屋和庭院、商業活動、和砍樹。各國的法律也有些許的不同，有些允許適度的釣魚和打獵、有些禁止生火、有些禁止露營車。在丹麥，私有地的地主保留了較多權利。
有些熱帶國家也有漫遊自由的傳統，如馬達加斯加，在現代因缺乏適當的管制，這造成熱帶雨林的棲地破壞。

## 北歐各國現況

### 芬蘭
漫遊自由在芬蘭有法律保障。任何人都可以在鄉間行走、滑雪或騎自行車，只要不傷害自然環境。花園和院子除外。為了維護作物，農田只在冬季時才可進入。任何人都可以在離房屋一定距離外露營、採集礦石、莓果、蕈類和花（除了保育物種）。在水域可以釣魚、駕船、游泳和洗澡。結冰的水面上可以行走、滑雪或釣魚。另外也有一些行為是不允許的，包括干擾馴鹿或育幼中的鳥類、砍樹或收集木材、苔蘚和地衣、生火（緊急情況例外）、製造噪音和髒亂。在奧蘭自治區露營的自由會受到一定的限制。
漫遊自由在芬蘭是一種正面權利（positive right），也就是說只有政府可以在特定情況下（例如保護區）禁止人民的漫遊自由。很大部份的漫遊自由沒有透過明文規定來保障，而是基於罪刑法定原則，意即只要沒有明文禁止，就都是合法的。

### 挪威
挪威的漫遊自由是不成文的傳統，在1957年寫入《戶外休閒法案》（Outdoor Recreation Act）。在挪威，人們可以進入或穿越未開發的土地，但需尊重農夫、地主、其他使用者、和自然環境。挪威的法律明確地定義了「已開發的土地」，包括院子、房屋、農田、牧場、人工草地、圍籬分隔的地，或是其他若作為公共使用會影響地主的地方。已開發的土地只在被冰雪蓋住時可以進入，而其他的地方都算是未開發的土地，屬於漫遊自由的範圍。
除了在未開發的土地上行走，也可以採集苺果，但打獵的權利屬於地主。所有的水域都允許划船。除了水源地之外都可以游泳。海邊可以用機動船，並在不違反保育法規的前提下釣魚。在淡水水域捕魚需要地主或政府的許可，但16歲以下的兒童可以自由捕魚。
在挪威南方人口較多的地區，如奧斯陸峽灣，近年來有些海岸別墅的地主希望有私人的海岸。許多時候地方政府允許他們在靠近海邊的地方建造房屋，但是他們並不能禁止其他人進入他們的土地。

### 瑞典
瑞典憲法保障漫遊自由，「私有財產不能影響每個人享受自然的權利」。憲法和法律中沒有明確說明哪些權利受到保障，實際運作上，漫遊自由包括所有法律上未禁止的事項 。各省政府（länsstyrelse）負責執行漫遊自由，包括強制拆除影響公眾通行的圍籬。為了保障人們使用水域和海灘，自1975年起不允許在岸邊建築。
漫遊自由允許人們在私人住宅和庭院的一定距離外行走、滑雪、騎自行車、露營、生火（除了有火災風險時公告禁止）、採集莓果、蕈類和花（除了保育物種）、划船和游泳，但釣魚和打獵是地主的權利。如其他北歐國家，漫遊自由也同時附帶有不破壞環境的義務。

### 爱沙尼亚
爱沙尼亚允許在自然環境中步行、騎自行車、滑雪或騎馬。私人土地在白天也可以進入，除非有特別圍起來。除了較小的池溏和水源地，大多數水域都可供公眾划船和釣魚。人們可以採集莓果、蕈類、花、藥用植物和榛果。也有些行為是禁止的，包舌砍樹、生火、露營、進入已開發的土地、打獵、干擾野生動物等等。

### 英國
英國地主過去非常注重私有財的產權，甚至未開發的土地亦然，主要是為了確保地主的打獵和釣魚權利。在英格蘭和威爾斯，傳統上公眾只能走在道路、小徑、公有地和潮間帶，私有土地是只有地主許可才能進入的。經過激烈的爭辯後，在2000年至2005年間才因《鄉間和通行權法案》而漸漸開放有限度的漫遊自由。《鄉間和通行權法案》（Countryside and Rights of Way Act）開放了山地、丘陵草原（moor）、石楠荒原、白堊岩坡（down）和海岸。但是釣魚利益團體成功地將英格蘭和威爾斯的河流排除在法案外，因此只有不到2%的水域可以游泳或泛舟。現在有許多公益組織正在遊說進一步開放各種漫遊自由，如健行協會（Rambler's Association）和獨木舟工會（British Canoe Union）。
蘇格蘭有漫遊自由的文化傳統，在2003年的《土地改革法案》（Land Reform Act of Scotland）放寛了《鄉間和通行權法案》，將漫遊自由列入蘇格蘭法律保障。法案允許以負責任的方式使用土地作為休閒、教育、通行和另外一些用途，可以進行各種不用機具的活動，包括步行、自行車、騎馬、露營、划船、風帆、和游泳。
達特穆爾國家公園基於歷史因素有更開放的使用自由，現在由《達特穆爾公共財法案》保障。

## 社會主義影響
漫游自由將大自然視為公共財的立場和社會主義一致，因此有些社會主義國家也有類似的法律。例如白俄羅斯憲法規定所有的森林（佔國土40%）和農地（佔國土20%）都是公有土地。森林法保障公民有使用森林及採集野生植物、蕈菇等森林資源的權利。在捷克，40年的社會主義淡化了私有產權，登山健行者擁有路權，「自然和鄉間保護法」和「森林法」規定自然環境要開放給大眾，但有些活動必須限制在道路上。

## 其他國家
- 奧地利：自1975年起聯邦法律保障通行自由（Wegefreiheit），可以在森林裡步行，但騎馬、騎車、露營要地主許可。山區另有不同的管制，依各邦規定。[22][23]
- 瑞士：民法保障森林和牧地可以供公眾作適度使用，地方法律可能進一步開放或限縮權利。[24]
- 美國：美國沒有漫游自由的法律，但為了鼓勵地主開放土地給公眾作休閒用途，許多地方法規特別保障地主不用為使用者發生的意外負責。若無這些保障，地主有責任確保進入其土地的人（法律上的「受邀人」或「被授權人」）的安全。[25]

- 臺灣：2019年施行開放山林政策，原則上開放所有公有地，包括林務局管轄的林道全面開放，但部份國家公園登山路線和生態保護區仍需申請。[26]

## 批評
因為人口成長和交通的便利，越來越多人可以進入以往不易進入的自然環境，當人數過多或是環境教育不足時，會對自然生態造成破壞。
有些組織，如瑞典農夫協會（Lantbrukarnas Riksförbund），認為漫遊自由會干涉地主使用土地的權利，並且應排除商業活動。

## 延伸閱讀
- Hill, Howard (1980) Freedom to Roam: the struggle for access to Britain's moors and mountains. Ashbourne: Moorland ISBN 978-0-903485-77-7

## 外部連結
- Norwegian embassy info on the right of access （页面存档备份，存于）
- Swedish EPA. The Right of Public Access. Information in English
- Everyman's Right in Finland (Booklet in English, German, and French)
- England and Wales Countryside Rights Of Way act fact sheets
- Land Reform (Scotland) act explanatory notes （页面存档备份，存于）